# اتفاق انتحاري
الاتفاق الانتحاري او ميثاق انتحاري هو خطة يتفق عليها بين شخصين أو أكثر لارتكاب الانتحار. وهذه الخطة قد تقتضي موتهما معاً أو بشكل منفصل كل على حدة وفي أوقات متقاربة.

## نظرة عامة
الاتفاقات الانتحارية هي مفاهيم مهمة ينبغي الالتفات لها عند دراسة الانتحار وقد حصلت مثل تلك الاتفاقات على مدى التاريخ كما وحصلت في الخيال أيضاً. مثال على ذلك هو اتفاق الانتحار بين رودولف ولي عهد النمسا والبارونة ماري فيتسيرا.
الاتفاقات الانتحارية غالباً ما يسهل تمييزها عن الانتحار الجماعي, والتي تُفهم على أنها حوادث يقوم فيها عدد أكبر من الأشخاص بقتل أنفسهم معاً لنفس السبب الأيديولوجي، وغالباً ما يكون ذلك في سياق ديني أو سياسي أو عسكري أو شبه عسكري. يميل "ميثاق الانتحار" إلى الإشارة ضمناً إلى مجموعات صغيرة ودوافع غير آيديولوجية، كما هو الحال مع ارتباط شركاء متزوجين أو رومانسيين، أو كأفراد من الأسرة أو الأصدقاء، أو حتى كشركاء مجرمين. وتتراوح الأسباب على حدوث مثل هذه الظواهر إلى عدة أمور منها التنمر، التنمر المدرسي، ألتنمر الألكتروني، اضطرابات نفسية، اضطرابات عاطفية، العنف الأسري، ألإدمان, المعتقد الخاطئ والوحدة

## خلفية
على الرغم من أن أغلب اتفاقيات الانتحار المتعلقة بالإنترنت حدثت في اليابان (حيث يطلق عليها مسمى نيتّو شينجو،ネット心中)، فقد تم الإبلاغ عن حوادث مماثلة أيضاً من بلدان أخرى بما في ذلك الصين وجنوب شرق آسيا. كوريا الجنوبية، ألمانيا، أستراليا، النرويج، المملكة المتحدة، كندا والولايات المتحدة.
حدثت أول عملية انتحار معروفة تتعلق بالإنترنت في فبراير 2000، عندما سقط رجل نرويجي وامرأة نمساوية من ارتفاع 300 متر أسفل منحدر بريكستولين الشهير ، في مقاطعة روجالاند بالنرويج. وفي وقت لاحق، تقدمت امرأة نرويجية قائلة إن الرجل النرويجي التقى بها في أحد منتديات الإنترنت، وكان يعتزم الانتحار معها أيضاً، لكنه اختار بدلاً من ذلك الذهاب مع المرأة النمساوية. وكان كلا الضحيتين في العشرينات من العمر.
وعلى الرغم من الاستنفار من جانب وسائل الإعلام، فإن اتفاقيات الانتحار عبر الإنترنت لا تزال نادرة نسبياً. وحتى في اليابان، حيث وقعت أغلب هذه الاتفاقيات، فإنها لا تزال تمثل 2% فقط من كل اتفاقيات الانتحار الجماعي، وأقل من 0.01% من كل حالات الانتحار مجتمعة. ومع ذلك، فقد تزايدت في البلاد: حدثت 34 حالة وفاة بسبب مثل هذه الاتفاقيات في عام 2003؛ وتشير التقديرات إلى حدوث ما لا يقل عن 50 حادثة في عام 2004؛ ووقعت 91 حالة وفاة في عام 2005. أحد الأمثلة البارزة هو هيروشي مايوي، الذي حُكم عليه في 28 مارس 2007 بالإعدام شنقاً، بزعم أنه قتل ثلاثة مشاركين في اتفاق انتحاري.
سلط مقال نشر في المجلة الطبية البريطانية في ديسمبر 2004 بقلم سونداراراجان راجاجوبال، استشاري الطب النفسي من مستشفى سانت توماس في لندن ، الضوء على ظهور ظاهرة جديدة نسبياً تتمثل في اتفاقيات الانتحار عبر الإنترنت، وتناولها من منظور الطب النفسي. علق راجاجوبال قائلاً: "قد تكون اتفاقيات الانتحار الأخيرة في اليابان مجرد أحداث معزولة في بلد سبق أن ثبت أنه يحتوي على أعلى معدل من اتفاقيات الانتحار. وبدلاً من ذلك، قد تبشر باتجاه جديد مثير للقلق في اتفاقيات الانتحار، مع المزيد من هذه الحوادث، التي تنطوي على لقاء غرباء عبر الإنترنت، أصبح الأمر شائع بشكل متزايد. إذا كان هذا هو الحال الأخير، فمن المرجح أن تتغير وبائيات اتفاقيات الانتحار، حيث يعيش المزيد من الشباب بمفردهم، والذين ربما ماتوا بسبب الانتحار وحدهم، وينضم إليهم أشخاص انتحاريون متشابهون في التفكير ليموتوا معاً".

## إتفاقيات الانتحار عبر الإنترنت
في مقال نشره مشروع كانتربري للانتحار تم إجراء بعض المقارنات الملحوظة بين طبيعة اتفاقيات الانتحار "التقليدية" واتفاقيات الانتحار الحديثة المرتبطة بالإنترنت (أو، كما هو موضح في المقال، "اتفاقيات الانتحار عبر الإنترنت").
ويشير إلى أن الاتفاقيات الانتحارية تقليدياً:
- كانت نادرة للغاية؛
- تضم الأفراد الأكبر سناً (50-60 عاماً) وعدد قليل جداً من المراهقين؛
- تميل إلى أن تكون بين الأفراد الذين لديهم علاقات عائلية أو زواجية وأمراض نفسية مختلفة ولكنها متكاملة.

ومن ناحية أخرى، فإن العدد المتزايد من اتفاقيات الانتحار المرتبطة بالإنترنت يكاد يكون عكس ذلك تماماً:
- وهي تشمل الشباب والمرهقين بشكل شبه حصري.
- يميل المشاركون إلى أن يكونوا غرباء تماماً أو أصدقاء أفلاطونيين.
- ويبدو أن السمة المشتركة بينهم هي الإضطراب الاكتئابي.

ويشير المقال أيضاً إلى أن إنتشار اتفاقيات الانتحار المرتبطة بالإنترنت يغير الطريقة التي يحتاج بها العاملون في مجال الصحة العقلية للتعامل مع الشباب المكتئبين و/أو الانتحاريين، ويوضح بأنه "من الحكمة أن يسأل الأطباء بشكل روتيني عما إذا كان الشباب يدخلون إلى مواقع الإنترنت، ويحصلون على معلومات عن الانتحار من هذه المواقع، ويتحدثون في غرف الدردشة الانتحارية."
يمكن أيضاً أن يكون الشخص الذي يدخل في ميثاق انتحار عبر الإنترنت يكذب عمداً. يعد ويليام فرانسيس ميلشيرت دينكل مثالاً على الشخص الذي أبرم عدة اتفاقيات انتحارية عبر الإنترنت، حيث وعد كذباً بشنق نفسه بعد وفاة الشخص الآخر منتحراً.  أُدين ميلشيرت دينكل لاحقاً بالمساعدة الجنائية أو محاولة المساعدة في حالتي انتحار من خلال تقديم معلومات مفصلة حول طريقة الانتحار.

## النظرة القانونية
في إنجلترا وويلز، يعد ميثاق الانتحار دفاعاً جزئياً، بموجب المادة 4 من قانون جرائم القتل لعام 1957، والذي يخفض القتل إلى القتل غير العمد. في أيرلندا الشمالية، يتم إنشاء هذا الدفاع بموجب المادة 14 من قانون العدالة الجنائية (أيرلندا الشمالية) لعام 1966 (ج. 20) (NI).